# José Güell y Renté

José Güell y Renté

José Lorenzo Buenaventura Güell y Renté (* 14. September 1818 in Havanna; † 20. Dezember 1884 in Madrid) war ein kubanisch-spanischer Politiker und Schriftsteller.

## Leben
Nachdem er seine juristischen Studien in Barcelona vollendet hatte, wurde er in seiner Vaterstadt Advokat. Er begab sich aber bald nach Madrid, wo er im Juni 1848 die Infantin Donna Josepha, die Schwester des (Titular-)Königs Francisco de Asís de Borbón, heiratete. Darin lag für ihn die Quelle langer Unannehmlichkeiten. Das königliche Haus sah die Ehe höchst ungern, man verwies ihn ins königliche Palais von Valladolid; er aber stellte sich 1854 an die Spitze der Volksbewegung und des aufständischen Heers. So kam er als Volksmann in die Kammer und wurde zum Kommandanten des 4. Bataillons der Nationalmiliz in Madrid erwählt, wobei er immer auf Baldomero Esparteros Seite stand. In den Stürmen von 1856 nach Paris verbannt, lebte er hier vorzugsweise der literarischen Thätigkeit (zum Teil in französischer Sprache); 1879 wurde er für die Insel Cuba zum Senator ernannt. Er starb am 20. Dezember 1884 in Madrid.

## Kinder
- Raimundo Güell y de Borbon, Marqués de Valcarlos (* 1849)
- Fernando Güell y de Borbon, Marqués de Guëll (* 1851)
- Francisco Manuel Güell y de Borbon (* 1857)

## Werke
Außer zahlreichen Beiträgen zur liberalen spanischen Presse veröffentlichte er die Gedichtsammlungen: "Lagrimas del corazon" (Valladolid 1854) und "Duelos del corazon" (das. 1855); ein Drama: "Don Carlos" (1879); ferner die Prosawerke: "Pensiamentos cristianos, filosoficos y politicos" (Valladolid 1854), "Traditions américaines" (1861), "Légendes du Montserrat" (1866), "Légende de Catherine Ossema" (1873), "Les deux folies" (1879); die historischen Studien: "Philippe II et Don Carlos devant l'histoire" (1878) und "Los restos de Colon" (Par. 1884) u. a. Eine neue Ausgabe seiner "Poesías" erschien 1881 in Paris.
- Amarguras del corazon, 1843
- Leyendas americanas, 1856
- Nieta de Rey, legenda histórica, 1858
- Paralelo entre las reinas catolicas Doña Isabel Ia y Doña Isabel IIa, 1858
- Lágrimas del corazon, 1860
- Tradiciones de América, 1861
- Considérations politiques et litteraires, 1863
- Estudio sobre los Césars de Shakespeare, Alfieri y Voltaire: y juicio ..., 1866
- Hildebranda, 1870
- Légende de Catherine Ossema, 1872
- Néludia, 1873
- Les corbeaux de la cité d'Antin, 1877
- Les amours d'un nègre, 1877
- Phillippe II et don Carlos, devant l'histoire, 1878
- Les deux folies, 1879
- Los restos de Colón: recuerdos históricos y observaciones á la Academia ..., 1885

Dieser Artikel basiert auf einem gemeinfreien Text aus Meyers Konversations-Lexikon, 4. Auflage von 1888 bis 1890.
| Personendaten    | Personendaten                                                 |
| ---------------- | ------------------------------------------------------------- |
| NAME             | Güell y Renté, José                                           |
| ALTERNATIVNAMEN  | Güell y Renté, José Lorenzo Buenaventura (vollständiger Name) |
| KURZBESCHREIBUNG | kubanisch-spanischer Politiker und Schriftsteller             |
| GEBURTSDATUM     | 14. September 1818                                            |
| GEBURTSORT       | Havanna                                                       |
| STERBEDATUM      | 20. Dezember 1884                                             |
| STERBEORT        | Madrid                                                        |